# 帕翠西亚·范·德·维列特
帕翠西亚·范·德·维列特（Patricia van der Vliet；1989年1月14日—），荷蘭超級名模。她是高級時裝品牌：Sonia Rykiel、Balenciaga、Burberry的代言人。帕翠西亚上過Elle France及Vogue China等雜誌封面或內頁，也有參與Louis Vuitton、Yves Saint Laurent、Prada等著名時裝及奢侈品的時裝展。